# Louis Andral
 (mars 2020).
Si vous disposez d'ouvrages ou d'articles de référence ou si vous connaissez des sites web de qualité traitant du thème abordé ici, merci de compléter l'article en donnant les références utiles à sa vérifiabilité et en les liant à la section « Notes et références ».
Pour les articles homonymes, voir Andral.
Louis Andral, né le 23 mai 1921 à Toulouse, décédé le 2 juin 2004 à Mondonville (Haute-Garonne) est un vétérinaire et un microbiologiste français qui s’est distingué tout particulièrement en tant que scientifique et organisateur des programmes de lutte contre la rage, en  Éthiopie d’abord, à l'Institut Pasteur d'Addis-Abeba, en France ensuite, dans la lutte contre la rage vulpine en tant que créateur et premier directeur du Centre d'études sur la rage, à Malzéville près de Nancy.

## Biographie
Louis Andral est né le 23 mai 1921 à Toulouse, où son père était ingénieur de la Société nationale des chemins de fer français. C'est dans cette même ville qu'il effectua toutes ses études secondaires et fut admis, après concours, à l’École nationale vétérinaire de Toulouse.
Aussitôt après sa sortie de l’École, il est recruté comme assistant au Laboratoire central de recherches vétérinaires d'Alfort. Ses qualités de chercheur et d'organisateur rapidement reconnues font qu'il est nommé vétérinaire inspecteur et chargé de mettre en place à Auch le premier laboratoire vétérinaire départemental français établi après la guerre. Il y développe les activités de services classiques (diagnostics et contrôles en santé animale), mais aussi des activités de recherches plus approfondies en pathologie des abeilles. Il sera rapidement nommé directeur des services vétérinaires du département du Gers.
Plus intéressé par la médecine vétérinaire exotique que par les activités administratives métropolitaines, Il préfère se consacrer à la coopération technique dans les pays en développement, et, en 1951, il est affecté à l'Institut Pasteur d'Addis-Abeba (Éthiopie), dirigé par le docteur Marie-Auguste Chabaud. Il y restera douze ans. Ce sera là l'une des périodes les plus fécondes de sa carrière scientifique.

### Activités à l'Institut Pasteur d'Addis-Abeba
À l'Institut Pasteur, Louis Andral est chargé des recherches en santé animale ainsi que de la production et du contrôle de certains vaccins à usage humain, notamment le vaccin de la variole et le vaccin de la rage. Il y sera assisté et soutenu par son épouse, Maude Sykes-Andral, qui fut l'une des premières femmes vétérinaires diplômées de l’École nationale vétérinaire de Toulouse;

#### Lutte contre la rage
Il travaille alors en très étroite collaboration avec un médecin microbiologiste, le docteur Charles Sérié.
Ensemble, les deux hommes feront des découvertes essentielles en épidémiologie animale et humaine  en démontrant que certains chiens éthiopiens pouvaient être porteurs du virus de la rage sans extérioriser les symptômes de la maladie ,. Contestés à l'époque, leurs résultats seront expliqués 30 ans plus tard par l'existence de différents biotypes de virus rabique : les chiens éthiopiens avaient probablement été contaminés par un virus adapté à un autre carnivore, d'une espèce sauvage.

#### Lutte contre la fièvre jaune
Louis Andral et Charles Sérié élucident ensuite le cycle de la fièvre jaune en Afrique de l'Est, en démontrant le rôle des colobes ("singes à manteau blanc") dans la pérennité de cette virose ,, ainsi que l’intervention d’une espèce de moustique alors inattendue, Aedes simpsoni, comme vecteur du virus entre le singe et l’homme .

#### Le laboratoire africain de diagnostic, de production et de recherche vétérinaire
Avec Jean Pagot, directeur de l'Institut d'élevage et de médecine vétérinaire des pays tropicaux de Maisons-Alfort, et Robert Blanc, chargé de la Mission vétérinaire française en Éthiopie, il joue un rôle fondamental dans la création d'un grand laboratoire africain de diagnostic, de production et de recherche vétérinaire qui sera construit en 1963 dans la ville de Debré-Zeit, à 50 km d'Addis-Abeba. Ce laboratoire est encore aujourd'hui l'un des plus grands centres de production de vaccins et de recherches vétérinaires d'Afrique de l'Est. 
Lorsque le Docteur Marie-Auguste Chabaud quitte Addis-Abeba, il est remplacé par le Docteur Sérié. Louis Andral est alors nommé directeur adjoint de l'Institut Pasteur d’Éthiopie, qui était devenu un institut de recherches renommé.
En 1964, sa mission en Éthiopie prend fin. Son œuvre et sa mémoire y resteront toujours respectées par ses anciens collaborateurs, malgré l'instauration d'un régime communiste qui souhaitait faire table rase de tout ce qui avait été réalisé sous le règne de l'empereur Haïlé Sélassié Ier.

### Le Centre national d’études sur la rage deNancyMalzéville
À son retour en France, Louis Andral effectue différentes missions. À l'Institut Pasteur de Casablanca, il est responsable des diagnostics et des contrôles vétérinaires du Maroc, ainsi que de la production et du contrôle de vaccins. Il participe à une recherche en épidémiologie animale dans le domaine de la peste équine.
En 1970 Louis Andral est chargé de l'établissement d'un laboratoire de diagnostic de la rage à Nancy. Cette zoonose vient en effet de réapparaître à la frontière allemande, en mars 1968, sous sa forme la plus difficile à combattre : la rage vulpine ou rage du renard.
Avec le soutien  de William Jacson, député de Meurthe-et-Moselle, il s'emploie à obtenir les ressources financières et humaines nécessaires à l'établissement d'un laboratoire d'études sur la rage. Les crédits nécessaires sont votés en février 1970 par le Conseil général de Meurthe-et-Moselle et un  « Centre d'études sur la rage » (CER), est bâti aux portes de Nancy, à Malzéville. Les laboratoires sont ouverts le 1er mars 1971 et confiés à l’État, à charge pour le ministère de l'agriculture d'en assurer le fonctionnement et la dotation en personnel.
Cette dernière est particulièrement laborieuse, car le ministère ne peut accorder à Louis Andral, qui est appelé à diriger le centre, que quelques postes subalternes. Louis Andral installe lui-même le matériel du laboratoire et forme lui-même son personnel. Les diagnostics de rage peuvent être alors assurés dans toute la France, et le premier Bulletin épidémiologique mensuel de la rage en France est publié : la rage vulpine avançait alors vers l'ouest de 40 kilomètres par an,.
Ce n'est que plus tard que le CER pourra recruter d'autres cadres scientifiques. En 1972, il crée dans la commune d'Atton, une station de recherches sur les renards qui va jouer un rôle clé dans la mise au point des vaccins de la rage en France et dans de nombreux autres pays. En 1975 il persuade les conseillers généraux des départements touchés par la rage de créer une « Entente interdépartementale de lutte contre la rage », organisation qui devient le partenaire privilégié du Laboratoire de Malzéville et qui travaillera étroitement avec elle pour arrêter la rage.
En 1979, le CER devient « Centre national d’études sur la rage » (CNER), puis en 1980 « Centre national d’études sur la rage et la pathologie des animaux sauvages » (CNERPAS). Ce Centre constitue l'héritage le plus important qu'aura laissé Louis Andral à la recherche vétérinaire française. Il en fut le directeur et l'âme de 1971 à 1983, année où Jean Blancou, directeur-adjoint, lui succède et où l'établissement fut officiellement nommé « Centre collaborateur de l'OMS pour les recherches et l’organisation en matière de lutte contre les zoonoses » par l'Organisation mondiale de la santé. Comme en Éthiopie, son épouse Maude Sykes-Andral, fut associée à la réalisation de ses travaux sur la rage en France.
Lorsqu'en avril 1999, le CNERPAS sera rattaché à l'AFSSA, ses missions resteront pratiquement les mêmes que celles que lui avaient assignées ses fondateurs en 1971 : diagnostic épidémiologique de la rage animale, contrôle de la vaccination antirabique des animaux, éco-pathologie des animaux sauvages, recherches, information et formation dans tous ces domaines. Son plus grand succès fut celui de l'éradication de la rage vulpine, officiellement déclarée le 30 avril 2001, et obtenue grâce à la vaccination par voie orale des renards dont Louis Andral avait le premier pressenti l'avenir ,. Résultat d'un effort collectif sans précédent dans l'histoire de la lutte contre les zoonoses, cette vaccination ne fut possible que grâce à un élan international dans lequel le laboratoire de Malzéville joua un rôle essentiel.

## Reconnaissance et distinctions
Comme d'autres grands acteurs de la recherche et du développement marqués par l'expérience africaine, Louis Andral a laissé le souvenir d'un grand scientifique en santé animale et humaine et d'un grand meneur d'hommes enthousiaste et innovant.
Il était titulaire de décorations françaises ( Ordre national du Mérite, Légion d'honneur) ou étrangères (dont l’Ordre de Ménélik, avant son départ d’Éthiopie). En 1990, cinq ans après son départ en retraite, il se verra attribuer à Genève un "Award" de l'OMS pour l'ensemble de ses travaux et de ceux de ses collaborateurs à Malzéville.